# Champvent (gmina)
Champvent – miejscowość i gmina (commune) w zachodniej Szwajcarii, w kantonie Vaud, w okręgu (district) Jura-Nord vaudois. 1 stycznia 2012 do gminy przyłączono gminy Essert-sous-Champvent i Villars-sous-Champvent.

## Demografia
W Champvent mieszka 727 osób. W 2022 roku 16,8% populacji gminy stanowiły osoby urodzone poza Szwajcarią.

## Transport
Przez teren gminy przebiega droga główna nr 151.